# Pallavolo Scandicci Savino Del Bene 2014-2015
Questa voce raccoglie le informazioni riguardanti la Pallavolo Scandicci Savino Del Bene nelle competizioni ufficiali della stagione 2014-2015.

## Stagione

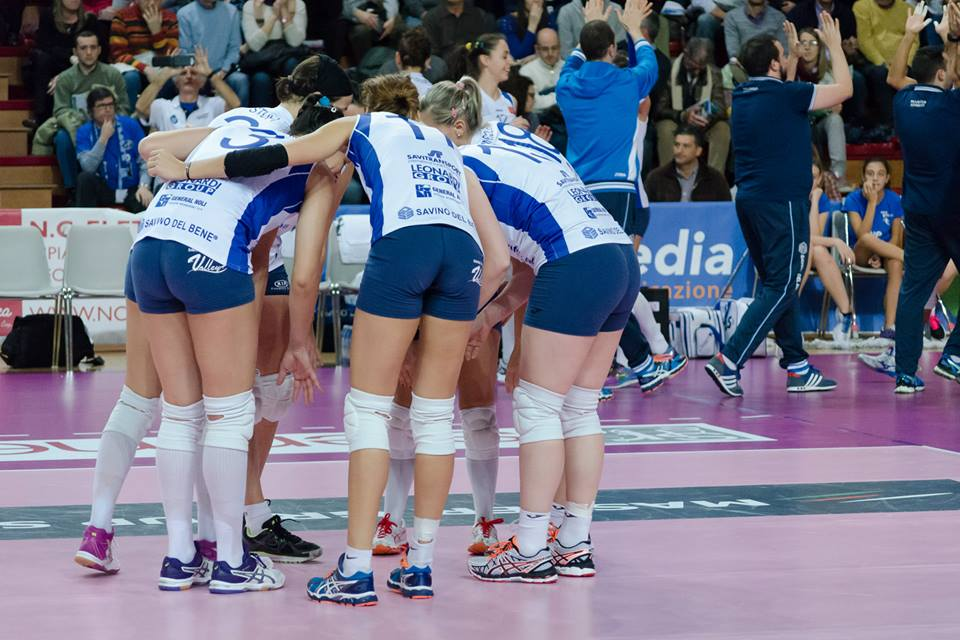
La squadra prima della partita contro l'AGIL Volley

La stagione 2014-15 è per la Pallavolo Scandicci Savino Del Bene, sponsorizzata dalla Savino Del Bene, la prima in Serie A1: la squadra infatti ha guadagnato la possibilità di partecipare al massimo campionato italiano grazie all'acquisto del titolo sportivo della IHF Volley. Come allenatore viene scelto Massimo Bellano, mentre la formazione, rispetto all'annata precedente, quando la squadra ha giocato la Serie A2, è stata completamente stravolta, con l'unica conferma di Silvia Lussana: tra gli acquisti quelli di Ilaria Garzaro, Tina Lipicer, Daiana Mureșan, Jole Ruzzini, Tereza Vanžurová, Pavla Vincourová, Federica Stufi e Senna Ušić, arriva a meta stagione dopo la cessione di Giusy Astarita; tra le partenze: Iga Chojnacka, Stefania Corna, Caterina Fanzini, Chiara Lapi, Serena Moneta, Marilyn Strobbe e Deborah van Daelen.
Il campionato si apre con la sconfitta al tie-break contro la Futura Volley Busto Arsizio, a cui seguono altre due gare perse: la prima vittoria arriva alla quarta giornata contro Forlì; la squadra toscana perde poi contro il Volley Bergamo, vince la sfida con l'Imoco Volley per poi chiudere il girone di andata con tre sconfitte consecutive e due successi, giungendo al nono posto in classifica, non utile per qualificarsi alla Coppa Italia. Il girone di ritorno inizia con la vittoria contro il club di Busto Arsizio e dopo una sconfitta la squadra vince due partite consecutiva prima di perderne cinque di fila: la regular season si conclude con i successi sull'Azzurra Volley San Casciano e la Robur Tiboni Urbino Volley, con la conferma del nono posto in classifica e la conseguente esclusione dai play-off scudetto.

## Organigramma societario
Area direttiva
- Presidente: Sergio Bazzurro
- Consigliere: Mario Schiavo, Paolo Batisti

Area organizzativa
- Direttore sportivo: Massimo Toccafondi

Area tecnica
- Allenatore: Massimo Bellano
- Allenatore in seconda: Matteo Azzini
- Assistente allenatore: Luigi Ciampa
- Scout man: Fabio Biffi

Area comunicazione
- Ufficio stampa: Lorenzo Mossani

Area sanitaria
- Medico: Jacopo Giuliattini, Alessandro Rocchini, Enrico Sergi
- Preparatore atletico: Diego Alpi

## Rosa
| N° | Nome              | Ruolo | Data di nascita  | Nazionalità sportiva |
| -- | ----------------- | ----- | ---------------- | -------------------- |
| 1  | Elena Perinelli   | S/O   | 27 giugno 1995   | Italia               |
| 2  | Federica Stufi    | C     | 22 marzo 1988    | Italia               |
| 3  | Ilaria Garzaro    | C     | 29 febbraio 1986 | Italia               |
| 4  | Tina Lipicer      | S     | 9 ottobre 1979   | Slovenia             |
| 7  | Senna Ušić        | S     | 14 maggio 1986   | Croazia              |
| 8  | Silvia Lussana    | L     | 30 ottobre 1988  | Italia               |
| 9  | Giusy Astarita    | S     | 18 aprile 1988   | Italia               |
| 10 | Jole Ruzzini      | L     | 25 febbraio 1984 | Italia               |
| 11 | Daiana Mureșan    | S/O   | 6 luglio 1990    | Romania              |
| 12 | Chiara Scacchetti | P     | 10 dicembre 1995 | Italia               |
| 13 | Tereza Vanžurová  | S/O   | 4 aprile 1991    | Rep. Ceca            |
| 17 | Sara Menghi       | C     | 18 maggio 1983   | Italia               |
| 18 | Pavla Vincourová  | P     | 12 novembre 1992 | Rep. Ceca            |

## Mercato
| Acquisti | Acquisti          | Acquisti      | Acquisti   |
| R.       | Nome              | da            | Modalità   |
| -------- | ----------------- | ------------- | ---------- |
| S        | Giusy Astarita    | IHF           | definitivo |
| C        | Ilaria Garzaro    | Busto Arsizio | definitivo |
| S        | Tina Lipicer      | Casalmaggiore | definitivo |
| C        | Sara Menghi       | Neruda        | definitivo |
| S/O      | Daiana Mureșan    | Ornavasso     | definitivo |
| S/O      | Elena Perinelli   | LJ            | prestito   |
| L        | Jole Ruzzini      | IHF           | definitivo |
| P        | Chiara Scacchetti | Bergamo       | definitivo |
| C        | Federica Stufi    | Bergamo       | definitivo |
| S        | Senna Ušić        | Shanghai      | definitivo |
| S/O      | Tereza Vanžurová  | AGIL          | definitivo |
| P        | Pavla Vincourová  | Prostějov     | definitivo |

| Cessioni | Cessioni           | Cessioni               | Cessioni   |
| R.       | Nome               | a                      | Modalità   |
| -------- | ------------------ | ---------------------- | ---------- |
| L        | Ottavia Agresti    | San Michele            | definitivo |
| S        | Giusy Astarita     | Pro Victoria           | definitivo |
| S        | Iga Chojnacka      | Legionovia             | definitivo |
| P        | Stefania Corna     | Kanti                  | definitivo |
| C        | Silvia De Fonzo    | Empoli                 | definitivo |
| S/O      | Caterina Fanzini   | Forlì                  | definitivo |
| C        | Chiara Lapi        | Libertas Aversa        | definitivo |
| P        | Fiamma Mazzini     | Zambelli Orvieto       | definitivo |
| S        | Serena Moneta      | Pro Victoria           | definitivo |
| S        | Valentina Rania    | Busto Arsizio          | definitivo |
| C        | Marilyn Strobbe    | Obiettivo Risarcimento | definitivo |
| S        | Veronica Taborelli | Potsdam                | definitivo |
| S/O      | Deborah van Daelen | ?                      | definitivo |

## Risultati

### Serie A1

#### Girone di andata
| 1ª giornata - 2 novembre 2014 PalaYamamay, Busto Arsizio          | Busto Arsizio   | 3 - 2 | Savino Del Bene     | 25-19, 25-20, 19-25, 24-26, 15-12 |
| 2ª giornata - 9 novembre 2014 Palazzetto dello Sport, Scandicci   | Savino Del Bene | 0 - 3 | River               | 21-25, 27-29, 22-25               |
| 3ª giornata - 16 novembre 2014 PalaPanini, Modena                 | LJ              | 3 - 1 | Savino Del Bene     | 20-25, 25-15, 25-18, 25-22        |
| 4ª giornata - 19 novembre 2014 Palazzetto dello Sport, Scandicci  | Savino Del Bene | 3 - 0 | Forlì               | 25-15, 25-20, 25-14               |
| 5ª giornata - 23 novembre 2014 PalaNorda, Bergamo                 | Bergamo         | 3 - 1 | Savino Del Bene     | 23-25, 25-20, 30-28, 25-21        |
| 6ª giornata - 30 novembre 2014 Palazzetto dello Sport, Scandicci  | Savino Del Bene | 3 - 2 | Imoco               | 25-20, 23-25, 25-22, 17-25, 15-9  |
| 7ª giornata - 3 dicembre 2014 PalaTerdoppio, Novara               | AGIL            | 3 - 0 | Savino Del Bene     | 25-15, 25-18, 25-18               |
| 8ª giornata - 7 dicembre 2014 Palazzetto dello Sport, Scandicci   | Savino Del Bene | 0 - 3 | Flero               | 23-25, 15-25, 17-25               |
| 9ª giornata - 13 dicembre 2014 PalaFarina, Viadana                | Casalmaggiore   | 3 - 1 | Savino Del Bene     | 25-22, 25-18, 25-27, 25-18        |
| 10ª giornata - 21 dicembre 2014 Nelson Mandela Forum, Firenze     | San Casciano    | 0 - 3 | Savino Del Bene     | 19-25, 22-25, 22-25               |
| 11ª giornata - 26 dicembre 2014 Palazzetto dello Sport, Scandicci | Savino Del Bene | 3 - 0 | Robur Tiboni Urbino | 25-16, 25-21, 25-11               |

#### Girone di ritorno
| 12ª giornata - 4 gennaio 2015 Palazzetto dello Sport, Scandicci   | Savino Del Bene     | 3 - 0 | Busto Arsizio   | 25-22, 25-23, 26-24               |
| 13ª giornata - 11 gennaio 2015 PalaBanca, Piacenza                | River               | 3 - 0 | Savino Del Bene | 25-18, 25-21, 25-16               |
| 14ª giornata - 17 gennaio 2015 Palazzetto dello Sport, Scandicci  | Savino Del Bene     | 3 - 2 | LJ              | 22-25, 20-25, 25-23, 27-25, 15-11 |
| 15ª giornata - 25 gennaio 2015 PalaRomiti, Forlì                  | Forlì               | 1 - 3 | Savino Del Bene | 25-27, 26-24, 11-25, 22-25        |
| 16ª giornata - 8 febbraio 2015 Palazzetto dello Sport, Scandicci  | Savino Del Bene     | 0 - 3 | Bergamo         | 22-25, 16-25, 27-29               |
| 17ª giornata - 15 febbraio 2015 PalaVerde, Villorba               | Imoco               | 3 - 0 | Savino Del Bene | 25-21, 25-21, 25-17               |
| 18ª giornata - 22 febbraio 2015 Palazzetto dello Sport, Scandicci | Savino Del Bene     | 2 - 3 | AGIL            | 24-26, 25-21, 31-29, 14-25, 12-15 |
| 19ª giornata - 7 marzo 2015 PalaGeorge, Montichiari               | Flero               | 3 - 1 | Savino Del Bene | 21-25, 25-17, 25-19, 25-17        |
| 20ª giornata - 15 marzo 2015 Palazzetto dello Sport, Scandicci    | Savino Del Bene     | 1 - 3 | Casalmaggiore   | 14-25, 27-25, 18-25, 22-25        |
| 21ª giornata - 22 marzo 2015 Palazzetto dello Sport, Scandicci    | Savino Del Bene     | 3 - 1 | San Casciano    | 17-25, 29-27, 25-21, 25-23        |
| 22ª giornata - 29 marzo 2015 PalaMondolce, Urbino                 | Robur Tiboni Urbino | 2 - 3 | Savino Del Bene | 25-16, 15-25, 19-25, 28-26, 10-15 |

## Statistiche

### Statistiche di squadra
| Competizione | Punti | In casa | In casa | In casa | In trasferta | In trasferta | In trasferta | Totale | Totale | Totale |
| Competizione | Punti | G       | V       | P       | G            | V            | P            | G      | V      | P      |
| ------------ | ----- | ------- | ------- | ------- | ------------ | ------------ | ------------ | ------ | ------ | ------ |
| Serie A1     | 26    | 11      | 6       | 5       | 11           | 3            | 8            | 22     | 9      | 13     |
| Totale       | -     | 11      | 6       | 5       | 11           | 3            | 8            | 22     | 9      | 13     |

G = partite giocate; V = partite vinte; P = partite perse

### Statistiche dei giocatori
| Giocatore     | Serie A1 | Serie A1 | Serie A1 | Serie A1 | Serie A1 | Totale | Totale | Totale | Totale | Totale |
| Giocatore     | P        | PT       | AV       | MV       | BV       | P      | PT     | AV     | MV     | BV     |
| ------------- | -------- | -------- | -------- | -------- | -------- | ------ | ------ | ------ | ------ | ------ |
| G. Astarita   | 7        | 2        | 2        | 0        | 0        | 7      | 2      | 2      | 0      | 0      |
| I. Garzaro    | 22       | 152      | 114      | 33       | 5        | 22     | 152    | 114    | 33     | 5      |
| T. Lipicer    | 22       | 261      | 234      | 23       | 4        | 22     | 261    | 234    | 23     | 4      |
| S. Lussana    | 13       | -        | -        | -        | -        | 13     | -      | -      | -      | -      |
| S. Menghi     | 16       | 24       | 15       | 8        | 1        | 16     | 24     | 15     | 8      | 1      |
| D. Mureșan    | 22       | 275      | 236      | 33       | 6        | 22     | 275    | 236    | 33     | 6      |
| E. Perinelli  | 19       | 51       | 47       | 4        | 0        | 19     | 51     | 47     | 4      | 0      |
| J. Ruzzini    | 19       | -        | -        | -        | -        | 19     | -      | -      | -      | -      |
| C. Scacchetti | 14       | 1        | 0        | 0        | 1        | 14     | 1      | 0      | 0      | 1      |
| F. Stufi      | 22       | 182      | 130      | 47       | 5        | 22     | 182    | 130    | 47     | 5      |
| S. Ušić       | 6        | 70       | 56       | 13       | 1        | 6      | 70     | 56     | 13     | 1      |
| T. Vanžurová  | 22       | 232      | 202      | 10       | 20       | 22     | 232    | 202    | 10     | 20     |
| P. Vincourová | 22       | 55       | 33       | 11       | 11       | 22     | 55     | 33     | 11     | 11     |

P = presenze; PT = punti totali; AV = attacchi vincenti; MV = muri vincenti; BV = battute vincenti